# پپراستاک
پپراستاک (به انگلیسی: Pepperstock) یک روستا در بریتانیا است که در بدفوردشر مرکزی واقع شده‌است.